# Adam Tarnowski (senior)
Adam Graf Tarnowski von Tarnów (ngày 4 tháng 3 năm 1866 – ngày 10 tháng 10 năm 1946), là một nhà ngoại giao gốc Ba Lan thuộc Đế quốc Áo-Hung trong giai đoạn Chiến tranh thế giới thứ nhất.

## Cuộc đời
Sinh ra ở Kraków vào ngày 4 tháng 3 năm 1866 trong một gia đình quý tộc Ba Lan. Ông kết hôn ngày 10 tháng 9 năm 1901 với Công chúa Marie Światopełk-Czetwertyńska (1880–1965) tại Warszawa.
Bá tước Tarnowski bắt đầu làm việc ở Cơ quan Đối ngoại Áo - Hung năm 1897. Ông được bổ nhiệm vào Đại sứ quán Áo - Hung ở Washington, D.C. năm 1899 và làm ở đó cho đến khi chuyển đến Paris năm 1901. Năm 1907, ông được thăng chức lên thành Cố vấn và được điều đi Madrid. Vào năm 1909, ông chuyển đến làm việc ở Luân Đôn.
Ngày 30 tháng 4 năm 1911, ông được bổ nhiệm làm Bộ trưởng của Nền quân chủ kép tại Sofia. Trong thời gian chiến tranh, ông được cho là đã có ảnh hưởng lớn đến Vua Ferdinand I và đóng vai trò nổi bật trong việc bảo đảm tham chiến của Bulgaria ở phe Liên minh Trung tâm hồi tháng 10 năm 1915.
Cuối năm 1915, Dr. Dumba người từng là Đại sứ Áo - Hung tại Washington D.C. bị tuyên bố là PNG (nhân vật ngoại giao bị chính quyền nước sở tại coi là không tốt) và bị trục xuất khỏi nước này. Ngày 9 tháng 11 năm 1916, chính phủ Áo - Hung quyết định bổ nhiệm Bá tước Tarnowski làm người thay thế. Đây được coi là bổ nhiệm phù hợp vì Bá tước có tiếng là một trong những nhà ngoại giao tài năng và làm tốt công việc nhất của Nền quân chủ kép.
Bá tước Tarnowski đến được Hoa kỳ vào ngày 31 tháng 1 năm 1917 do ban đầu Anh quốc từ chối cấp cho ông giấy thông hành an toàn để đi qua vùng hải quân phong tỏa của Phe Đồng minh. Hơn nữa, ông đến cùng ngày với ghi chú của quân Đức về việc khôi phục chiến tranh tàu ngầm không giới hạn được chuyển đến và do vậy mà Tổng thống Wilson đã từ chối tiếp nhận ông. Sau khi Hoa tuyên bố chiến tranh với Đức vào ngày 8 tháng 4, Áo - Hung đã quyết định phá vỡ các quan hệ ngoại giao, và điều này có nghĩa là Bá tước không bao giờ được phép trình quốc thư của mình. Ông đi thuyền rời Hoa Kỳ vào ngày 4 tháng 5 cùng với các nhân viên ngoại giao khác. Chiến tranh giữa Hoa Kỳ và Áo - Hung cũng đã được tuyên bố chính thức vào tháng 12 năm 1917.
Năm 1917, Bá tước Tarnowski được xem xét để bổ nhiệm làm Bộ trưởng tại Stockholm, nhưng với các sự kiện diễn ra trên quê hương Ba Lan, ông đã không nhận vị trí này. Tháng 9 năm 1917, ông từ chối làm thành viên của Regency Council (tạm dịch: Hội đồng thẩm quyền) của Vương quốc Ba Lan mới thành lập, nhưng sau đó được đề xuất làm Thủ tướng đầu tiên của nhà nước này. Tuy nhiên, việc bổ nhiệm ông bị phía Đức phủ quyết với cáo buộc ông có thái độ ủng hộ Áo.
Sau chiến tranh, ông rời cơ quan công để nghỉ hưu. Con trai ông là Adam (1892–1956) cũng là một nhà ngoại giao và có thời gian ngắn làm Bộ trưởng Ngoại giao của Chính phủ Ba Lan lưu vong ở Luân Đôn sau Chiến tranh thế giới thứ hai.
Bá tước Tarnowski mất tại Lausanne ngày 10 tháng 10 năm 1946.